# Crinum woodrowii
Crinum woodrowii là một loài thực vật có hoa trong họ Amaryllidaceae. Loài này được Baker mô tả khoa học đầu tiên năm 1898.

## Hình ảnh

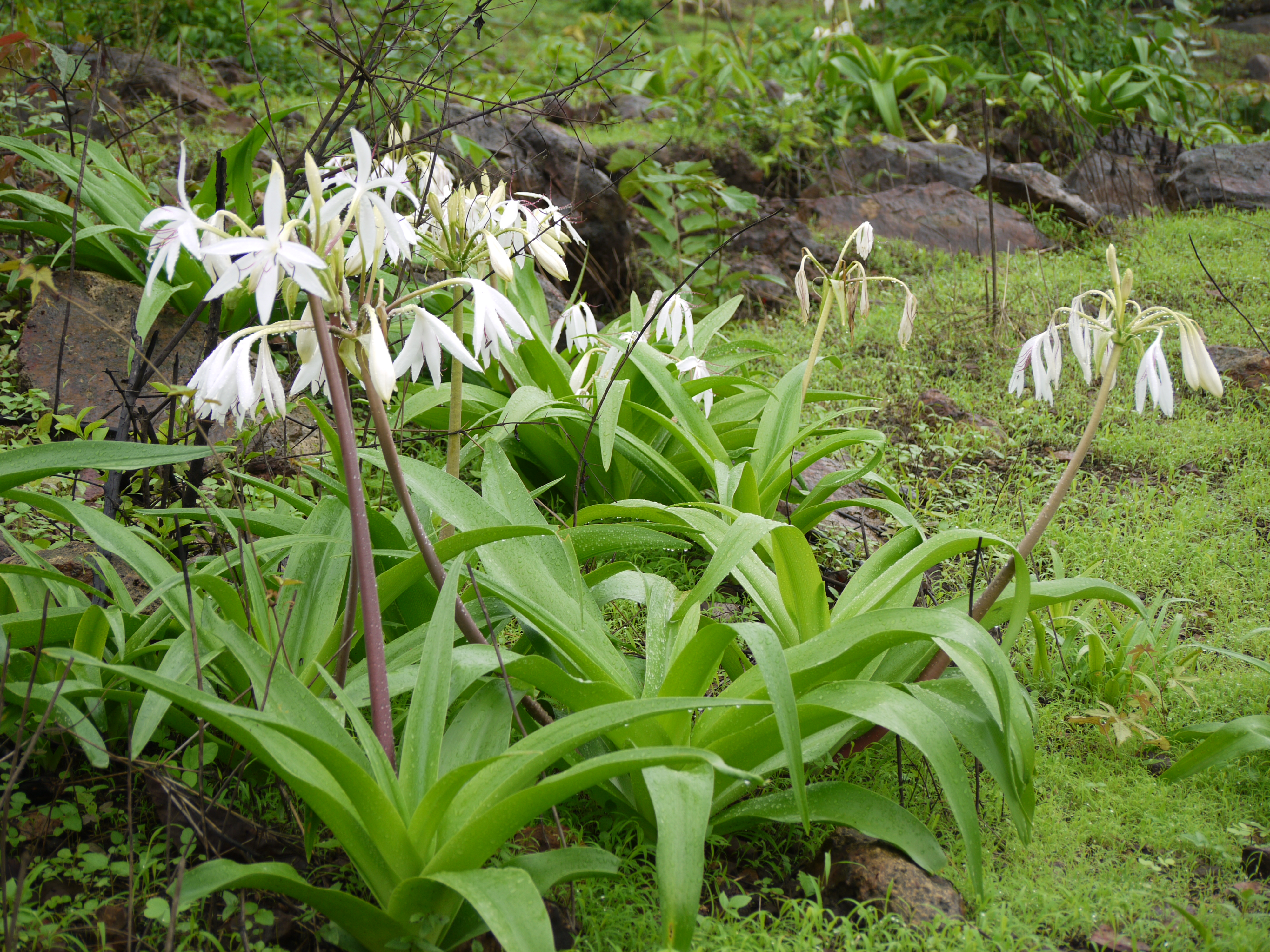